# Errico Moricotti
Pour les articles homonymes, voir Errico.
 Errico Moricotti  (né à  Vicopisano en Toscane, et mort en 1179 à Rome) est un cardinal italien du XIIe siècle. Il est un parent du cardinal  Guido Moricotti (1140).

## Biographie
Errico Moricotti entre dans l'ordre des cisterciens à Clairvaux et est un disciple de Bernard de Clairvaux. Morricotti est abbé de  Ss. Vincenzo ed Atanasio à Rome.
Le pape Eugène III le crée cardinal lors du consistoire de  1150. Il participe à l'élection d'Anastase IV en 1153, à l'élection d'Adrien IV en 1154 et d'Alexandre III en 1159.
Morricotti est deux fois légat en Allemagne auprès de l'empereur Frédéric Barberousse, mais est emprisonné pendant son premier mandat. Il est aussi légat en France  et participe au  concile de Londres.